# Мілан Зуна
Мілан Зу́на (чеськ. Milan Zuna; нар. 24 листопада 1881, Нови Биджов — пом. 3 травня 1960, Прага) — чеський скрипаль, диригент і педагог. Заслужений артист Чехословаччини з 1955 року.

## Біографія
Народився 24 листопада 1881 в місті Нови Биджові (нині Чехія). З 1891 року навчався в реальній гімназії у Нови Биджові; упродовж 1897—1902 років — у Празькій консерваторії, у класах скрипки Яна Мажака, композиції — Карела Кніттля і Карела Штекера. Удосконалював майстерність у професора Отакара Шевчика.
У 1903—1905 роках працював концертмейстером і солістом оркестру Львівської філармонії, яку очолював Людвік Челянський. 1904 року гастролював з нею у Києві. У 1905—1907 роках — концертмейстер і диригент Чеської філармонії у Празі; у 1907—1909 роках — головний диригент Міської опери у Празі; у 1909—1914 роках — Королівської опери у Загребі.
Протягом 1914—1931 років, з перервами, працював головним диригентом Львівської опери та викладачем скрипки і диригування у Вищому музичному інституті у Львові, де одним з його учнів був Ярослав Барнич. У 1914—1916 роках викладав у чеському місті Таборі; у 1919—1920 роках — диригент Опергого театру і один із засновників Консерваторії у Познані; у 1920—1923 роках став одним із організаторів і очолював Національну словацьку оперу у Братиславі; у 1926—1930 роках — диригент Польської опери в Катовиці. У 1932 році був членом журі II Міжнародного конкурсу піаністів імені Фридерика Шопена у Варшаві. У 1933 році — диригент, у 1939—1943 роках — дирентор Національного театру у Празі. Протягом 1945—1946 років організував оперний театр у місті Ліберці; у 1946—1951 роках — головний диригент Національної словацької опери у Братиславі. 1952 року остаточно припинив диригентську діяльність. Помер у Празі 3 травня 1960 року.

## Творчість
На львівській сцені вперше поставив:
- опери: «Королева Сабська» К. Гольдберга (1925), «Єнуфа» Леоша Яначка (1926), «Вечеря насмішників» Умберто Джордано (1931);
- балет «Покривало Перетти» Ерньо Донаньї (1924).

Також поставив опери:
- «Валькірія» (1924), «Золото Рейну» (1925), «Зиґфрід»  (1925) Ріхарда Ваґнера;
- «Мазепа» Петра Чайковського (1931);
- «Фальстаф» Джузеппе Верді (1931).

Переклав польською мовою лібрето «Русалки» Антоніна Дворжака, словацкою — лібрето «Гальки» Станіслава Монюшка.